# 派因里奇 (阿肯色州)
派因里奇（英語：Pine Ridge）是位於美國阿肯色州蒙哥馬利縣的一個非建制地區。該地的面積和人口皆未知。

## 地理
派因里奇的座標為34°35′09″N 93°54′36″W / 34.58583°N 93.91000°W，而該地的平均海拔高度為257米（即846英尺）。